# Subdomini
Un subdomini és un nivell de classificació jeràrquica dels noms de domini, definits amb finalitats administratives o organitzacionals; es podria considerar com un domini de segon nivell. Normalment es tracta d'una sèrie de caràcters o d'una paraula, que s'escriu a l'esquerra del domini i separat per un punt.

A nivell d'Internet es podria dir que el subdomini s'utilitza per a referir-se a una adreça web que treballa com un annex (o lloc relacionat) d'un domini principal. Per exemple, un subdomini pot representar-se de la forma següent:
Dintre de l'estructura del servidor es reflecteix com un directori, el qual conté la informació a mostrar.
Els subdominis són definits per les mateixes empreses que realitzen el hosting del servei web. Tant pot tractar-se de la mateixa empresa interessada, com d'una empresa especialitzada a oferir serveis de hosting per a tercers. En aquest últim cas, poden existir certes limitacions, ja sigui pel nombre de subdominis permesos, o pel tipus de servei que ofereixen. Per exemple, existeixen empreses que regalen un subdomini al moment de registrar un blog amb ells, o d'altres que ofereixen serveis de hosting gratuït.